# Коса црта
Коса црта (/) је интерпункцијски знак који се користи у бројним случајевима.

## Историја
Коса црта као знак потиче још из времена старог Рима. У новије време се проширио у средњем веку кад је коса црта имала функцију зареза, а две косе црте су представљале цртицу. Касније се коса црта почела користити у разним случајевима.

## Употреба у језику
Коса црта користи се да би означила крај стиха ако се они пишу у једном реду:
- И дошла је ноћ или жалост / На небо, на земљу и на ме / И видел сем всигде по свету / Цикламе, крваве цикламе. (Драгутин Домјанић)

Коса црта користи се као знак разломка уместо водоравне црте:
- 1/2, 3/2, 5/7

Коса црта користи се да би означила раздобље које се протеже на две временске јединице:
- у ноћи 9/10. октобра, академске године 2006/07, на прелазу 19/20. века

Користи се и за тачно одређивање адресе (број, степениште, спрат):
- Улица 13/7, Крлежина 17/2

Замењује предлоге на и по између две мерних јединица:
- 100 km/h, 3 t/m

Означава да су два податка подељена косом цртом исте вредности:
- црвенити = чинити кога/што црвеним; правопис/ортографија одређује правила писања

## Употреба изван језика

### Математика
Понекад се уместо две тачке као знака дељења користи и коса црта:
- 14 / 2 = 7

Коса црта се може користити и уместо разломачке црте:
- 1/2, 2/3, 5/7

### Рачунарство
Коса црта често се користи у програмирању:
- у већини програмских језика као знак дељења
- у C-у, C++-у, CSS-у и Јави користи се за коментаре који почињу са /*, а завршавају са */; C99, C++ и Јава такође имају коментаре који почињу са //
- у HTML-у користи се за „затварање“ тагова (нпр. </body>)

У различитим чет програмима, да би се емулирао курзив, користе се две косе црте — /курзив/. У IRC клијентима, наредбе се задају почевши косом цртом (нпр. /quit)
На Јуникс оперативним системима користи се за одређивање путања директоријума, као на пример:
- /usr/local/bin; /root/files; /home/.mozilla

Користи се и као преграда у интернетским протоколима и адресама:
- http://www.google.rs; ftp://www.dodaj.rs

### Остало
У појединим се земљама коса црта користи као преграда између датума, уместо размака или тачке:
- 11/10/2006 (у САД-у)